# Лизи Макгуайър: Поп звезда
„Лизи Макгуайър: Поп звезда“ (на английски: The Lizzie McGuire Movie) е американска тийнейджърска комедия от 2004 г. на режисьора Джим Фол. Филмът случи като финал на едноименния телевизионен сериал на Дисни Ченъл, и е първият театрален филм, базиран на сериалите по Дисни Ченъл. Във филма участват Хилари Дъф, Адам Ланбърг, Робърт Карадайн, Хейли Тод и Джейк Томас. Премиерата на филма е на 2 май 2003 г. от „Буена Виста Пикчърс“. Събитията на филма се развиват след втория и последен сезон на „Лизи Макгуайър“.

## В България
В България филмът е излъчен на 19 септември 2010 г. по Нова телевизия с български войсоувър дублаж на Александра Аудио. Екипът се състои от:
| Озвучаващи артисти     | Мина Костова Мартин Герасков Костадин Каракостов Светлана Бонин |
| Изпълнителен продуцент | Васил Новаков                                                   |
| Тонрежисьор            | Йоанна Йорданова                                                |
| Режисьор на дублажа    | Анатолий Божинов                                                |